# Михајло Илић
Михајло Илић (Јагодина, 4. јуна 2003) српски је фудбалер који тренутно наступа за Болоњу.

## Каријера
Илић је почео да тренирао у јагодинском „Јуниору”, одакле је касније прешао у Јагодину. Члан београдског Партизана постао је 2016. године, где је касније прошао млађе такмичарске селекције. Крајем октобра 2020. потписао је професионални уговор са клубом. У Суперлига Србије дебитовао је 21. новембра 2021, против Војводине, заменивши на терену Данила Пантића у 80. минуту утакмице. Уговор са клубом продужио је у јулу 2022. са трајањем до 2027. године. По први пут се у стартној постави, као бонус фудбалер на сусрету Суперлиге Србије, нашао у 18. колу такмичарске 2022/23. против ТСЦ-а. У Лиги конференције је дебитовао против Шерифа, на утакмици одиграној у Кишињеву 16. фебруара 2023. Тада је на терену заменио Кристијана Белића у другом полувремену, после искључења Игора Вујачића. Наредну сезону почео је као стандардни бонус фудбалер у поставци Игора Дуљаја. Први погодак за Партизан у професионалној каријери постигао је за победу над Чукаричким, 12. новембра 2023.
Дана 18. јануара 2024, Илић је представљен као нови фудбалер Болоње. Потписао је уговор на четири и по године и задужио дрес с бројем 4. Вредност трансфера, према писању медија, процењена је на четири и по милиона евра уз припадајуће бонусе. По први пут се нашао у протоколу 9 дана касније, на сусрету 22. кола Серије А, против Милана на Сан Сиру. За клуб није наступао на такмичарским сусретима те је до краја августа углавном седео на клупи за резервне фудбалере. Следећег месеца се вратио у Партизан где је као позајмљени фудбалер наступао до краја такмичарске 2024/25.

## Репрезентација
Селектор Александар Јовић позвао је Илића за пријатељски сусрет са одговарајућом екипом Хрватске у марту 2022. На тој утакмици је дебитовао, састав Србије победио је резултатом 3 : 0. Илић је позив добио и у завршној фази квалификација, одиграној почетком јуна 2022. Свој први погодак за омладинску екипу Србије постигао је у ремију са Украјином. Освајањем првог места на табели групе 6, са екипом је остварио пласман на Европско првенство. Играо је на све три утакмице у групној фази, после које је екипа Србије окончала своје учешће. Селектор младе репрезентације Србије, Горан Стевановић, упутио је Илићу позив за пријатељску утакмицу са Бугарском у септембру 2022. На том сусрету одиграно је само прво полувреме, пошто је уследио прекид због временске непогоде. Потом је био позван за пријатељске сусрете на Кипру у новембру 2022, где је репрезентацију Србије предводио као капитен против домаће екипе и селекције Северне Македоније. На почетку квалификација за Европско првенство, под вођством Душана Ђорђевића, Илић је постигао оба поготка у победи над Азербејџаном у септембру 2023. Селектор репрезентације Србије Драган Стојковић позвао је Илића на шири списак играча за утакмице с Мађарском и Црном Гором наредног месеца. Након смене селектора, састав младе репрезентације Србије, под вођством Љубинка Друловића, углавном су чинили играчи рођени 2004. и 2005. године, док је Илић као најстарији међу њима екипу предводио као капитен на сусретима у октобру 2024. Није наступио на сусрету с Украјином, наредног месеца, којим је Србија окончала квалификациони циклус утакмица без пласмана на завршни турнир.

## Начин игре
На почетку свог бављења фудбалом, Илић је играо на месту задњег везног, али је касније у Партизану враћен на место штопера на којој се афирмисао. Искуство с претходне позиције помогло му је код прегледа игре и започињања акција свог тима из последње линије. Вискок је 192 центиметра и одликује га скок-игра и ударац главом. У случајевима неповољних резултата по екипу коју је представљао, прикључивао се завршницама напада и на тај начин постигао је више погодака. Због стила којим је постигао први погодак у каријери, Драган Стојковић је Илића упоредио с Марком ван Бастеном. Као своје фудбалске узоре истакао је Серхија Рамоса и Рафаела Варана.

## Статистика

### Клупска
Ажурирано 13. јула 2025.
|                      |          |                  |    |   |   |   |   |   |   |   |    |   |  |  |
| Партизан             | 2021/22. | Суперлига Србије | 1  | 0 | 0 | 0 | 0 | 0 | — | — | 1  | 0 |  |  |
| Партизан             | 2022/23. | Суперлига Србије | 8  | 0 | 0 | 0 | 1 | 0 | — | — | 9  | 0 |  |  |
| Партизан             | 2023/24. | Суперлига Србије | 18 | 1 | 0 | 0 | 4 | 0 | — | — | 22 | 1 |  |  |
| Партизан (позајмица) | 2024/25. | Суперлига Србије | 29 | 3 | 2 | 1 | — | — | — | — | 31 | 4 |  |  |
| Партизан (позајмица) | Укупно   | Укупно           | 56 | 4 | 2 | 1 | 5 | 0 | — | — | 63 | 5 |  |  |
|                      |          |                  |    |   |   |   |   |   |   |   |    |   |  |  |
| Болоња               | 2023/24. | Серија А         | 0  | 0 | — | — | — | — | — | — | 0  | 0 |  |  |
| Болоња               | 2024/25. | Серија А         | 0  | 0 | — | — | — | — | — | — | 0  | 0 |  |  |
| Болоња               | Укупно   | Укупно           | 0  | 0 | — | — | — | — | — | — | 0  | 0 |  |  |
|                      |          |                  |    |   |   |   |   |   |   |   |    |   |  |  |
| Каријера             | Каријера | Каријера         | 56 | 4 | 2 | 1 | 5 | 0 | — | — | 63 | 5 |  |  |
|                      |          |                  |    |   |   |   |   |   |   |   |    |   |  |  |

### Утакмице у дресу репрезентације
| Репрезентација Србије у узрасту до 19 година старости | Репрезентација Србије у узрасту до 19 година старости                    | Репрезентација Србије у узрасту до 19 година старости                    | Репрезентација Србије у узрасту до 19 година старости                    | Репрезентација Србије у узрасту до 19 година старости                    | Репрезентација Србије у узрасту до 19 година старости                    | Репрезентација Србије у узрасту до 19 година старости                    | Репрезентација Србије у узрасту до 19 година старости | Репрезентација Србије у узрасту до 19 година старости | Репрезентација Србије у узрасту до 19 година старости |
| #                                                     | Датум                                                                    | Такмичење                                                                | Локација                                                                 | Домаћин                                                                  | Резултат                                                                 | Гост                                                                     | Мин.                                                  | Гол                                                   | Реф.                                                  |
| ----------------------------------------------------- | ------------------------------------------------------------------------ | ------------------------------------------------------------------------ | ------------------------------------------------------------------------ | ------------------------------------------------------------------------ | ------------------------------------------------------------------------ | ------------------------------------------------------------------------ | ----------------------------------------------------- | ----------------------------------------------------- | ----------------------------------------------------- |
| 1.                                                    | 9. март 2022.                                                            | Пријатељска утакмица                                                     | Кућа фудбала, Стара Пазова                                               | Србија                                                                   | 3 : 0                                                                    | Хрватска                                                                 |                                                       | [ 47 ]                                                |                                                       |
| 2.                                                    | 1. јун 2022.                                                             | Квалификације за Европско првенство                                      | Јанмар стадион, Алмере                                                   | Холандија                                                                | 1 : 2                                                                    | Србија                                                                   |                                                       | [ 48 ]                                                |                                                       |
| 3.                                                    | 4. јун 2022.                                                             | Квалификације за Европско првенство                                      | Спортпарк Зегерслот                                                      | Украјина                                                                 | 1 : 1                                                                    | Србија                                                                   | Гол                                                   | [ 49 ]                                                |                                                       |
| 4.                                                    | 7. јун 2022.                                                             | Квалификације за Европско првенство                                      | Спортпарк Јулиана                                                        | Србија                                                                   | 3 : 2                                                                    | Норвешка                                                                 |                                                       | [ 50 ]                                                |                                                       |
| 5.                                                    | 19. јун 2022.                                                            | Европско првенство                                                       | Стадион ФК Похрон, Жјар на Хрону                                         | Србија                                                                   | 2 : 2                                                                    | Израел                                                                   |                                                       | [ 51 ]                                                |                                                       |
| 6.                                                    | 22. јун 2022.                                                            | Европско првенство                                                       | СНП, Банска Бистрица                                                     | Енглеска                                                                 | 4 : 0                                                                    | Србија                                                                   |                                                       | [ 52 ]                                                |                                                       |
| 7.                                                    | 25. јун 2022.                                                            | Европско првенство                                                       | СНП, Банска Бистрица                                                     | Аустрија                                                                 | 3 : 2                                                                    | Србија                                                                   |                                                       | [ 23 ]                                                |                                                       |
| 7                                                     | Укупан број утакмица, постигнутих погодака и минута проведених на терену | Укупан број утакмица, постигнутих погодака и минута проведених на терену | Укупан број утакмица, постигнутих погодака и минута проведених на терену | Укупан број утакмица, постигнутих погодака и минута проведених на терену | Укупан број утакмица, постигнутих погодака и минута проведених на терену | Укупан број утакмица, постигнутих погодака и минута проведених на терену | 1                                                     |                                                       |                                                       |

| Репрезентација Србије у узрасту до 21 године старости | Репрезентација Србије у узрасту до 21 године старости                    | Репрезентација Србије у узрасту до 21 године старости                    | Репрезентација Србије у узрасту до 21 године старости                    | Репрезентација Србије у узрасту до 21 године старости                    | Репрезентација Србије у узрасту до 21 године старости                    | Репрезентација Србије у узрасту до 21 године старости                    | Репрезентација Србије у узрасту до 21 године старости | Репрезентација Србије у узрасту до 21 године старости | Репрезентација Србије у узрасту до 21 године старости |
| #                                                     | Датум                                                                    | Такмичење                                                                | Локација                                                                 | Домаћин                                                                  | Резултат                                                                 | Гост                                                                     | Мин.                                                  | Гол                                                   | Реф.                                                  |
| ----------------------------------------------------- | ------------------------------------------------------------------------ | ------------------------------------------------------------------------ | ------------------------------------------------------------------------ | ------------------------------------------------------------------------ | ------------------------------------------------------------------------ | ------------------------------------------------------------------------ | ----------------------------------------------------- | ----------------------------------------------------- | ----------------------------------------------------- |
| 1.                                                    | 27. септембар 2022.                                                      | Пријатељска утакмица                                                     | Национална фудбалска база Бојана, Софија                                 | Бугарска                                                                 | 1 : 1                                                                    | Србија                                                                   |                                                       | [ 25 ]                                                |                                                       |
| 2.                                                    | 20. новембар 2022.                                                       | Пријатељска утакмица                                                     | Никозија                                                                 | Кипар                                                                    | 2 : 2                                                                    | Србија                                                                   |                                                       | [ 27 ]                                                |                                                       |
| 3.                                                    | 23. новембар 2022.                                                       | Пријатељска утакмица                                                     | АЕК Арена, Ларнака                                                       | Србија                                                                   | 1 : 1                                                                    | Северна Македонија                                                       |                                                       | [ 28 ]                                                |                                                       |
| 4.                                                    | 12. септембар 2023.                                                      | Квалификације за Европско првенство                                      | Кућа фудбала, Стара Пазова                                               | Србија                                                                   | 2 : 0                                                                    | Азербејџан                                                               | Гол · Гол                                             | [ 53 ]                                                |                                                       |
| 5.                                                    | 12. октобар 2023.                                                        | Квалификације за Европско првенство                                      | Стадион Сити Граунд, Нотингем                                            | Енглеска                                                                 | 9 : 1                                                                    | Србија                                                                   |                                                       | [ 54 ]                                                |                                                       |
| 6.                                                    | 16. октобар 2023.                                                        | Квалификације за Европско првенство                                      | Мурнвју парк, Лурган                                                     | Северна Ирска                                                            | 1 : 2                                                                    | Србија                                                                   |                                                       | [ 55 ]                                                |                                                       |
| 7.                                                    | 18. новембар 2023.                                                       | Квалификације за Европско првенство                                      | ТСЦ арена, Бачка Топола                                                  | Србија                                                                   | 0 : 3                                                                    | Енглеска                                                                 |                                                       | [ 56 ]                                                |                                                       |
| 8.                                                    | 21. новембар 2023.                                                       | Квалификације за Европско првенство                                      | Кућа фудбала, Стара Пазова                                               | Србија                                                                   | 2 : 0                                                                    | Луксембург                                                               |                                                       | [ 57 ]                                                |                                                       |
| 9.                                                    | 22. март 2024.                                                           | Квалификације за Европско првенство                                      | Стадион Емил Мајриш, Еш сир Алзет                                        | Луксембург                                                               | 1 : 1                                                                    | Србија                                                                   |                                                       | [ 58 ]                                                |                                                       |
| 10.                                                   | 6. септембар 2024.                                                       | Квалификације за Европско првенство                                      | Стадион Емил Мајриш, Рига                                                | Украјина                                                                 | 2 : 1                                                                    | Србија                                                                   |                                                       | [ 59 ]                                                |                                                       |
| 11.                                                   | 10. септембар 2024.                                                      | Квалификације за Европско првенство                                      | Далга арена, Баку                                                        | Азербејџан                                                               | 0 : 2                                                                    | Србија                                                                   |                                                       | [ 60 ]                                                |                                                       |
| 11                                                    | Укупан број утакмица, постигнутих погодака и минута проведених на терену | Укупан број утакмица, постигнутих погодака и минута проведених на терену | Укупан број утакмица, постигнутих погодака и минута проведених на терену | Укупан број утакмица, постигнутих погодака и минута проведених на терену | Укупан број утакмица, постигнутих погодака и минута проведених на терену | Укупан број утакмица, постигнутих погодака и минута проведених на терену | 2                                                     |                                                       |                                                       |